# Rudolf Pancíř
Rudolf Pancíř (4. března 1915 Petříkov – 15. července 1942 Biskajský záliv) byl český pilot 311. československé bombardovací perutě RAF.

## Život

### Před druhou světovou válkou
Rudolf Pancíř se narodil 4. března 1915 v Petříkově na Českobudějovicku v rodině Josefa Pancíře a Jenovéfy Tašnerové, rozené Votrubové, provozovatelky místního hostince. Vychodil pět tříd obecné školy, tři třídy měšťanské školy a vyučil se strojním zámečníkem. Prezenční vojenskou službu nastoupil 1. října 1936 u Leteckého pluku 3 v Piešťanech, u kterého působil až do rozpadu Československa.

### Druhá světová válka
Po německé okupaci skončil Rudolf Pancíř 31. března 1939 službu v Československé armádě. Dne 2. srpna 1939 v prostoru Moravské Ostravy opustil ilegálně Protektorátu Čechy a Morava a 13. srpna 1939 se v Krakově přihlásil do zde vznikající československé zahraniční jednotky. V Polsku jej zastihlo vypuknutí druhé světové války, Rudolf Pancíř se následně dostal do Francie, kde byl v Marseille 13. listopadu zařazen do 1. československého pěšího pluku. Po pádu Francie v červnu 1940 se evakuoval do Spojeného království, 30. července vstoupil do Royal Air Force a po zaškolení na britskou leteckou techniku zařazen jako pilot do 311. československé bombardovací perutě. Dne 15. července se na pozici druhého pilota zúčastnil protiponorkového hlídkového letu stroje Vickers Wellington Mk.Ic 21155 KX-F. Posádka se z letu již nevrátila, přičemž neodeslala ani žádnou zprávu. Podle německých záznamů byli sestřeleni dálkovým stíhačem Junkers Ju 88 pod vedením Henniho Passiera. Tělo Rudolfa Pancíře bylo vyplaveno 13. srpna 1942. Společně s dalšími byl 17. srpna pohřben na hřbitově u kostela svatého Augustina v Heanton Punchardonu. Dosáhl hodnosti rotného.

## Posmrtná ocenění
- Rudolf Pancíř byl v roce 1991 in memoriam povýšen do hodnosti plukovníka